# Kacey Musgraves
Kacey Lee Musgraves, née le 21 août 1988 à Golden (en), au Texas, est une chanteuse de musique country et une guitariste américaine. Elle détient six Grammy Awards, sept Country Music Association Awards et trois Academy of Country Music Awards. 
Elle est découverte par le grand public après sa participation à la cinquième saison de Nashville Star en 2007 où elle termine 7e. Ayant signé un contrat avec Interscope Records, elle a sorti cinq albums studios depuis 2013 dont album de chansons de Noël (2016). Son quatrième album, Golden Hour (2018) remporte quatre Grammy Awards dont celui de l'album de l'année et celui du meilleur album country. 

## Biographie
Kacey Lee Musgraves naît le 21 août 1988. Son père, Craig, est gérant d'une imprimerie à Mineola et sa mère, Karen, est artiste. Kacey grandit à Golden (en), une petite localité située dans le comté de Wood, au nord-est du Texas avec sa petite sœur, Kelly Christine, photographe.
C'est à l'âge de 8 ans que Musgraves commence à écrire des chansons dont Notice Me pour son diplôme à l'école primaire. Elle apprend très jeune à jouer des instruments tels que la mandoline, le banjo et l'harmonica et à 12 ans elle prend des cours de guitare auprès de John DeFoore, musicien local. Sa mère l'emmène alors dans des festivals de musique locaux pour chanter de la musique country western swing. Avec sa compatriote Alina Tatum, elle forme le groupe de country Texas Two Bits qui tourne dans tout le Texas et sort un album en 2000. Les deux jeunes filles sont invitées par George W. Bush à jouer durant son Black Tie and Boots Inaugural Ball.  
Les influences de Kacey viennent d'Alison Krauss, l'un de ses modèles, mais aussi de Lee Ann Womack. Son artiste préféré est John Prine en raison de son écriture étonnante.

## Carrière

### 2008-2014: début etSame Trailer Different Park
Kacey Musgraves fait ses débuts en participant à la cinquième saison de Nashville Star où elle termine septième en 2007. L'année suivante, elle est repérée à Austin par le label indépendant Triple Pop. Elle enregistre deux chansons en acoustique : une reprise de Apologize de OneRepublic et une de See You Again de Miley Cyrus qui sortent en téléchargement en 2012. Sa version de Apologize atteint la 23e place du Billboard Hot Singles en février 2014. Pour fêter les dix ans de leur première production, le label Triple Pop sort un EP intitulé Acoustic Remixed en mars 2018 qui contient des remix de deux chansons.
En 2012, elle fait la première partie de Lady A lors de leur tournée européenne. La même année, elle signe avec Mercury Nashville et sort son premier single Merry Go 'Round (en) extrait de son premier album Same Trailer Different Park (en). Ce dernier sort le 19 mars 2013 et est produit et co-écrit par Musgraves, Shane McAnally et Luke Laird. En avril 2013, il se classe à la deuxième place des charts country et s'est vendu à près de 43 000 exemplaires. Le troisième single Follow Your Arrow (en) est listé à la 39e place des 100 plus grandes chansons de country de tous les temps par le magazine Rolling Stone qui la décrit comme « one of the loudest symbols of young country musicians embracing progressive values (« un des symboles les plus importants de ces jeunes musiciens de country embrassant des valeurs progressives ») ».
En 2014, elle nommée pour quatre Grammy Awards lors de la 56e édition : meilleur nouvel artiste, meilleur album country (Same Trailer Different Park) et la meilleure chanson country pour Mama's Broken Heart et Merry Go 'Round. Son album et la chanson Merry Go 'Round remportent respectivement leurs catégories. Same Trailer Different Park est certifié disque de platine tandis que les singles Merry Go 'Round et Follow Your Arrow sont respectivement certifiés disque de platine et double disque de platine aux États-Unis. Au Royaume-Uni, Same Trailer Different Park est quant à lui certifié disque d'argent. En avril, elle remporte le prix de l'album de l'année au Academy of Country Music Awards. 
Pour promouvoir son album, elle se lance dans une mini-tournée appelée Same Tour Different Trailer entre septembre et octobre 2014.

### 2015-2017:Pageant MaterialetA Very Kacey Christmas
En septembre 2014, Kacey recommence à écrire des chansons pour son deuxième album studio dont le premier single Biscuit (en) sort le 16 mars 2015. Pour promouvoir l'album, elle entame une tournée des talk shows américains tels que The Tonight Show Starring Jimmy Fallon, Good Morning America, Jimmy Kimmel Live! ou encore le The Late Late Show with James Corden,.
Le 7 septembre 2016, elle annonce la sortie d'un album spécial de Noël nommé A Very Kacey Christmas (en) prévu pour le mois d'octobre. Pour le promouvoir, elle fait une mini-tournée sur le thème de Noël accompagnée d'un orchestre. Le même mois, elle est sélectionnée par 30 autres artistes de country à prendre part à l'enregistrement de Forever Country (en), un mashup des chansons I Will Always Love You, On the Road Again et Take Me Home, Country Roads qui célèbre les 50 ans des Country Music Association Awards. La chanson devient le premier single de Musgraves à atteindre la première place du classement country.

### 2018–2020:Golden Hour
En décembre 2017, Kacey Musgraves annonce la sortie de son quatrième album studio Golden Hour lors d'une interview pour Entertainment Weekly. Le deux premiers singles, Butterflies et Space Cowboy sortent le 23 février 2018. Elle est également en tête d'affiche au Festival Country to Country au Royaume-Uni en mars. Après avoir présenté un troisième single High Horse en mars, Golden Hour sort le 30 mars sous le label MCA Nashville. L'album est fortement inspiré de sa relation avec Ruston Kelly, dont Butterflies et Golden Hour.
En juin et juillet 2018, elle assure la première partie de la tournée de Harry Styles. En septembre, elle enregistre en nouvelle version de la chanson There's No Gettin' Over Me avec Ronnie Milsap. Le mois suivant, elle entame une tournée mondiale pour son album intitulée Oh, What a World Tour qui commence le 13 octobre à Oslo en Norvège.
Le 10 février 2019, Musgraves remporte quatre statuettes lors de 61e cérémonie des Grammy Awards : le Grammy Award de l'album de l'année et du meilleur album country pour Golden Hour, ainsi que le Grammy Award de la meilleure prestation solo country pour Butterflies et de la meilleure chanson country pour Space Cowboy. Lors de la cérémonie, elle  interprète  son nouveau single Rainbowet participe à l'hommage en l'honneur à Dolly Parton.
En octobre 2019, sa reprise de All Is Found apparaît sur la bande originale de La Reine des neiges 2.

### Depuis 2020:Star-Crossedet autres projets
En 2020, elle double la mère d'Aya dans la version anglophone de Aya et la Sorcière des Studios Ghibli.
En avril 2021, Kacey Musgraves annonce son quatrième album studio sous le label UMG Nashville et Interscope Records. Elle donne un avant-goût de son album en publiant des extraits lors de 33e anniversaire. Le 23 août, elle annonce que son nouvel album intitulé Star-Crossed (en) est prévu pour le 10 septembre suivant et sera accompagné d'un film de 50 minutes disponible sur Paramount+.

## Discographie

### Albums studio
- 2013 : Same Trailer Different Park
- 2015 : Pageant Material
- 2016 : A Very Kacey Christmas
- 2018 : Golden Hour
- 2021 : Star-Crossed
- 2024 : Deeper Well

### Albums indépendants
- 2002 : Movin' On
- 2003 : Wanted: One Good Cowboy
- 2007 : Kacey Musgraves

### EPs
- 2013 : Apologize / See You Again
- 2018 : Acoustic Remixed

### Singles
- 2012 : Merry Go 'Round
- 2013 : Blowin' Smoke
- 2013 : Follow Your Arrow
- 2014 : Keep It to Yourself
- 2015 : Biscuits
- 2015 : Dime Store Cowgirl
- 2018 : Butterflies
- 2018 : Space Cowboy
- 2018 : High Horse